# 盛田昌夫
盛田 昌夫（もりた まさお、1954年〈昭和29年〉9月4日 - ）は、日本の実業家。株式会社AYKM PLANNING代表取締役社長、ソニー株式会社エグゼクティブアドバイザー、公益財団法人ソニー教育財団代表理事兼会長、一般財団法人天涯文化財団理事。東京都港区出身。

## 経歴
1954年9月4日に東京都世田谷区で生まれる。その後は港区青山に在住し、港区立青南小学校、武蔵中学校・高等学校に通学する。高校2年生のときにイギリス・ウェールズに渡り、現地のインターナショナルスクールを卒業。卒業後はアメリカに渡り、ジョージタウン大学に入学。
大学卒業後の1978年にモルガン銀行（現・JPモルガン・チェース）に入行。1981年に日本に帰国し、ソニーに入社。ソニー・オブ・カナダ、総合企画グループ事業戦略部門、オーディオ事業本部、モービルエレクトロニクスカンパニーなどを経て、1997年に執行役員常務に就任。1998年にソニー・ミュージックエンタテインメントに出向、理事に就任。専務取締役、コーポレイト・エグゼクティブを経て、2003年に代表取締役社長に就任。2004年にソニーに戻り、業務執行役員常務に就任。2009年にソニー・ミュージックエンタテインメント代表取締役会長とソニー・ピクチャーズ エンタテインメント代表取締役に就任。2015年に退任し、ソニーのエグゼクティブアドバイザーに就任。
略譜
- 1978年（昭和53年） - モルガン銀行（現・JPモルガン・チェース）入行[2]。
- 1981年（昭和56年） - ソニー株式会社入社 オーディオ事業部所属[3]。
- 1988年（昭和63年） - ソニー・オブ・カナダ（英語版）赴任[2]。
- 1990年（平成2年） - ソニー株式会社 経営戦略グループ企画推進室室長[2]。
- 1991年（平成3年） - ソニー株式会社 総合企画グループ事業戦略部門長[2]。
- 1992年（平成4年） - ソニー株式会社 オーディオ事業本部本部長[2]。
- 1994年（平成6年） - ソニー株式会社 モービルエレクトロニクスカンパニー エグゼクティブ・バイス・プレジデント[2]。
- 1996年（平成8年） - ソニー株式会社 パーソナル&モービルコミュニケーションカンパニー プレジデント[2]。
- 1997年（平成9年）6月 - ソニー株式会社執行役員常務 パーソナル&モービルコミュニケーションカンパニー プレジデント[4]。
- 1998年（平成10年）4月 - 株式会社ソニー・ミュージックエンタテインメント（初代法人）出向 理事[5]。
- 1998年（平成10年）5月 - ソニー株式会社 グループ役員[6]。
- 2000年（平成12年）2月 - 株式会社ソニー・ミュージックエンタテインメント（初代法人）コーポレイト・エグゼクティブ 洋楽総括兼アジアマーケティング部、bitmusic推進部担当[7]。
- 2001年（平成12年）2月 - 株式会社エスエムイー・ビジュアルワークス（現・株式会社アニプレックス）取締役[7]。
- 2001年（平成12年）3月 - 株式会社クリップゲート設立 取締役[8]。
- 2001年（平成12年）10月 - 株式会社ソニー・ミュージックレコーズ（現・株式会社ソニー・ミュージックレーベルズ）設立 取締役[9]。
- 2001年（平成12年）10月 - 株式会社エピックレコードジャパン設立 取締役[9]。
- 2001年（平成12年）10月 - 株式会社キューンレコード設立 取締役[9]。
- 2001年（平成12年）10月 - 株式会社ソニー・ミュージックアソシエイテッドレコーズ設立 取締役[9]。
- 2001年（平成12年）10月 - 株式会社ソニー・ミュージックジャパンインターナショナル設立 取締役[9]。
- 2001年（平成12年）12月 - 株式会社アンティノスレコード取締役[10]。
- 2001年（平成12年）12月 - 株式会社デフスターレコーズ取締役[10]。
- 2001年（平成12年）12月 - 株式会社ホールネットワーク（現・株式会社Zeppホールネットワーク）取締役[10]。
- 2002年（平成14年）6月 - 株式会社ソニー・ミュージックエンタテインメント（初代法人）取締役 コーポレイト・エグゼクティブ[11]。
- 2002年（平成14年）10月 - 株式会社ソニー・ミュージックディストリビューション（現・株式会社ソニー・ミュージックマーケティング）取締役[12]。
- 2003年（平成15年）2月 - 株式会社ソニー・ミュージックシステムズ取締役[13]。
- 2003年（平成15年）4月 - 株式会社ソニー・ミュージックエンタテインメント設立 代表取締役 コーポレイト・エグゼクティブ社長[14]。
- 2003年（平成15年）4月 - 株式会社ソニー・カルチャーエンタテインメント設立 取締役[14]。
- 2003年（平成15年）4月 - 株式会社エスエムイーレコーズ設立 取締役[15]。
- 2003年（平成15年）4月 - 株式会社ソニー・ミュージックマニュファクチュアリング取締役[15]。
- 2003年（平成15年）6月 - 株式会社パームビーチ取締役[16]。
- 2003年（平成15年）7月 - 株式会社ザ・ミュージックカウンシル設立 取締役[17]。
- 2003年（平成15年）10月 - 株式会社ソニー・ミュージックワークス設立 取締役[18]。
- 2004年（平成16年）4月 - 株式会社ブルーワンミュージック取締役[19]。
- 2004年（平成16年）6月 - 株式会社ソニー・ミュージックエンタテインメント取締役[20]。
- 2004年（平成16年）6月 - ソニー株式会社 業務執行役員常務 ブランド戦略担当[21]。
- 2005年（平成17年）4月 - ソニー株式会社 業務執行役員常務 クリエイティブセンター、ブランド戦略担当[22]。
- 2005年（平成17年）6月 - ソニー株式会社 コーポレート・エグゼクティブ シニア・バイス・プレジデント ブランド・クリエイティブセンター担当[23]。
- 2005年（平成17年）10月 - ソニー株式会社 コーポレート・エグゼクティブ シニア・バイス・プレジデント クリエイティブセンター長兼ブランド・イベント・クリエイティブセンター担当[24]。
- 2007年（平成19年）6月 - ソニー株式会社 業務執行役員 シニア・バイス・プレジデント クリエイティブセンター長兼ブランド・イベント・クリエイティブセンター担当[25]。
- 2008年（平成20年）6月 - ソニー株式会社 業務執行役員 シニア・バイス・プレジデント ブランド・クリエイティブセンター担当[26]。
- 2009年（平成21年）6月 - ソニー株式会社 グループ役員[27]。
- 2009年（平成21年）6月 - 株式会社ソニー・ミュージックエンタテインメント代表取締役会長[28]。
- 2009年（平成21年）6月 - 株式会社ソニー・ピクチャーズ エンタテインメント代表取締役[29]。
- 2009年（平成21年）7月 - 社団法人日本映像ソフト協会（現・一般社団法人日本映像ソフト協会）理事[30]。
- 2015年（平成27年）6月 - ソニー株式会社 エグゼクティブアドバイザー（現任）。
- 2015年（平成27年）6月 - 公益財団法人ソニー教育財団代表理事兼会長（現任）。

## 現職
- ソニー株式会社 エグゼクティブアドバイザー
- 公益財団法人ソニー教育財団代表理事兼会長[31]
- 一般財団法人天涯文化財団評議員[32]
- 一般財団法人渡辺音楽文化フォーラム評議員[33]